# Schindler’s List
Schindler’s List (engelska för Schindlers lista) är en amerikansk 1900-talshistorisk dramafilm som hade biopremiär i USA den 15 december 1993, regisserad av Steven Spielberg och skriven av Steven Zaillian. Den är baserad på boken Schindlers ark av Thomas Keneally. Filmen handlar om Oskar Schindler, en tysk affärsman som räddade cirka 1 200 judar från Förintelsen genom att låta dem arbeta i sina fabriker. I filmen medverkar Liam Neeson som Schindler, Ralph Fiennes som SS-officeren Amon Göth, och Ben Kingsley som Schindlers judiska revisor Itzhak Stern.

## Handling
Filmen börjar år 1939 med den tyskinitierade omlokaliseringen av polska judar från omgivande områden till Krakóws getto strax efter början av andra världskriget. Samtidigt anländer Oskar Schindler (Liam Neeson), en etnisk tysk affärsman från Mähren, till staden i hopp om att göra sig en förmögenhet som krigsockrare. Schindler, medlem av det nationalsocialistiska partiet, ger mutor till Wehrmacht- och SS-tjänstemän som ansvarar för upphandlingen. Sponsrad av militären, förvärvar Schindler en fabrik för tillverkning av byggsatser som han ska sälja till armén. På grund av att han inte vet mycket om hur man driver ett sådant företag, värvar han en nära samarbetspartner i Itzhak Stern (Ben Kingsley), en tjänsteman vid Krakóws Judenrat (judiska rådet) och revisor som har kontakter med det judiska näringslivet och med svarta marknadsförare inne i gettot. De lånar honom pengar, i utbyte mot en liten del av de produkter som tillverkas.
Genom öppnandet av fabriken behagar Schindler nazisterna och åtnjuter sin nyfunna rikedom och status som "Herr Direktor", medan Stern hanterar all administration. Schindler anlitar judiska polacker istället för katolska polacker eftersom de kostar mindre (de anställda själva får ingenting, de löner som betalas ut är till SS). Arbetstagarna i Schindlers fabrik är inte tillåtna att röra sig utanför gettot, och Stern förfalskar dokument för att säkerställa att så många som möjligt bedöms "väsentliga" för de tyska krigsansträngningarna, vilket räddar dem från att transporteras till koncentrationsläger eller dödas.
SS-kaptenen Amon Göth (Ralph Fiennes) anländer till Kraków för att inleda byggandet av det nya koncentrationslägret Płaszów. Han beordrar avveckling av en del av gettot och Operation Reinhard i Kraków börjar, med att hundratals soldater tömmer trånga rum och mördar alla som protesterar eller inte verkar samarbetsvilliga, äldre eller handikappade. Schindler ser allt från berget bredvid, men han lägger speciellt märke till en liten flicka i röd jacka som försöker gömma sig för nazisternas vrede. Schindler själv blir djupt påverkad av synen. Han är dock noga med att bli vän med Göth och genom Sterns uppmärksamhet på mutor fortsätter han att njuta SS stöd och skydd. I Płaszów däremot behandlar Göth sitt nya hembiträde, judinnan Helen Hirsch (Embeth Davidtz), illa och skjuter judar i lägret på måfå från balkongen på sin villa ovanför lägret för sitt eget nöjes skull.
Schindlers mutor till Göth ger honom möjlighet att bygga ett underläger för sina arbetare. Ursprungligen var hans avsikt att fortsätta att tjäna pengar, men med tiden börjar Schindler rädda så många liv som möjligt. När kriget skiftar anländer en order från Berlin befallande Göth att gräva upp och förstöra resterna av varje jude mördad i Kraków-gettot, demontera Płaszów, och att skeppa återstående judar till koncentrationslägret Auschwitz. Schindler får bevittna hur alla kvarlevor efter mördade judar bränns i en hög, men det blir sista droppen som får bägaren att rinna över för honom när han ser kvarlevorna av den lilla flickan i röd jacka igen bland de döda.
Först förbereder Schindler sig att lämna Kraków med sin förmögenhet. Emellertid övertalar han Göth att låta honom behålla sina arbetare, så att han kan flytta dem till en fabrik i sin gamla hemort Zwittau-Brinnlitz i Mähren, bort från den slutgiltiga lösningen, som nu håller på att genomföras i det ockuperade Polen. Schindler ger en massiv muta till Göth för varje arbetstagare. Schindler och Stern skriver ihop en lista med arbetstagare som har rätt att släppas ut från tågen på väg till Auschwitz.
Schindlers lista består av dessa "duktiga" fångar, och för många av dem i Płaszówlägret är skillnaden att tas med eller inte skillnaden mellan liv och död. Nästan alla människor på Schindlers lista kommer fram säkert till den nya platsen. En gång transporterar tåget dock judiska kvinnor som av misstag omdirigeras till Auschwitz. Schindler åker omedelbart till Auschwitz, med avsikt att rädda alla kvinnor. Han mutar lägrets befälhavare, Rudolf Höss, med en påse diamanter i utbyte för att frige kvinnorna. 
Det uppkommer emellertid ett sista-minuten-problem just när alla kvinnor går ombord på tåget. Flera SS-officerare försöker att hålla tillbaka barnen och hindra dem från att lämna lägret. Schindler insisterar på att han behöver sina barn för att de ska jobba i hans fabrik och barnen släpps. När kvinnorna kommer till Zwittau-Brinnlitz, insisterar Schindler på att företaget kontrollerar alla SS-vakter som vaktar fabriken, och förbjuder dem att grundlöst skjuta eller tortera någon. Han tillåter judarna att iaktta sabbaten. För att hålla sina fabriksarbetare vid liv spenderar han stor del av sin förmögenhet till att muta nazistiska tjänstemän och att köpa artillerigranater från andra fabriker, då hans egen fabrik inte producerar den rätta militära bestyckningen under de sju månaderna av verksamhet. I maj 1945 tar Schindlers pengar slut, och samtidigt kapitulerar Tyskland. Kriget i Europa är äntligen slut.
Då Schindler är medlem i nazistpartiet och eftersom han tog ut vinster i kriget, måste han fly för att inte bli arresterad av röda armén som är på frammarsch. SS-officerarna har fått order att döda judarna, men Schindler övertalar dem att komma tillbaka till sina familjer som män och inte som mördare. Han säger farväl till sina arbetare och förbereder sig för att åka västerut mot den amerikanska ockupationszonen. Arbetarna ger honom ett brev som berättar hur han räddade judarnas liv, och en ring med en inskription från Talmud: "Den som räddar ett liv räddar hela världen". Schindler är rörd men han blir djupt förtvivlad och skamsen, då han kände att kunde ha gjort mera. När Schindler och hans fru Emilie (Caroline Goodall) åker ser han tårögt tillbaka på sina före detta arbetare och inser att han kommer att sakna dem. När Schindlerjuden (Schindlers judar) vaknar nästa morgon utropar en sovjetisk soldat att de är fria. Judarna lämnar fabriken och ger sig av mot en närliggande stad.
Slutscenerna i filmen berättas i dokumentärstil, där Göths avrättning och Schindlers liv efter kriget porträtteras, hur Schindlers dryckesvanor eskalerade, upprepade misslyckanden med nya företag och affärsidéer avlöste varann och separationen från hustrun Emilie som han ständigt bedrog med älskarinnor. Den svartvita bilden övergår till färg i en scen med de riktiga Schindlerjuden som står bredvid den riktige Schindlers grav. Judarna lägger stenar på graven tillsammans med skådespelarna som spelade dem för att hedra hans tapperhet. Liam Neeson själv gör detsamma, men med ett par rosor som han lägger i mitten av graven.

## Om filmen
Filmen är baserad på en verklighetsbaserad roman av den australiske författaren Thomas Keneally. Boken gavs först ut som Schindler's Ark på engelska, men har senare publicerats under samma namn som filmen. På svenska gavs romanen ut som Schindlers ark och 2004 gavs filmen ut på DVD. Filmen är i svartvitt, förutom de inledande och avslutande scenerna, som utspelar sig i nutid. Steven Spielberg erbjöd Roman Polanski att regissera filmen, men Polanski tackade nej då han kände att det var ett alltför personligt ämne eftersom han själv blev tagen till Krakóws judegetto när han var liten och att hans mor dog i Auschwitz. Polanski regisserade dock senare sin egen film om förintelsen, "The Pianist".
Skådespelaren Bruno Ganz blev tillfrågad att spela rollen som Oskar Schindler, men tackade nej. Ganz spelade senare i en annan kritikerrosad andra världskrigsfilm, Undergången (2004), där han spelade Adolf Hitler.

## Rollista

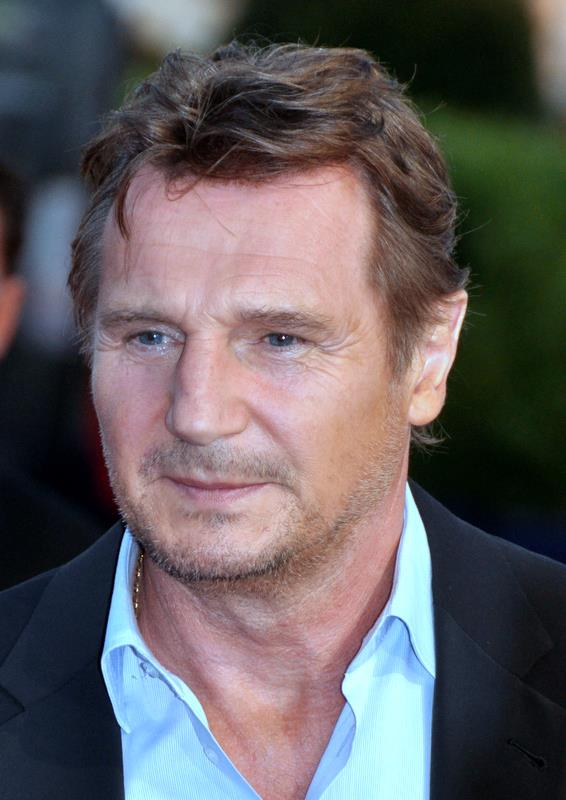
Liam Neeson (i bilden från 2012) gjorde rollen som Oskar Schindler i filmen.

| Liam Neeson          | – Oskar Schindler        |
| Ben Kingsley         | – Itzhak Stern           |
| Ralph Fiennes        | – Amon Göth              |
| Caroline Goodall     | – Emilie Schindler       |
| Johathan Sagalle     | – Poldek Pfefferberg     |
| Embeth Davidtz       | – Helen Hirsch           |
| Małgorzata Gebel     | – Victoria Klonowska     |
| Mark Ivanir          | – Marcel Goldberg        |
| Beatrice Macola      | – Ingrid                 |
| Andrzej Seweryn      | – Julian Scherner        |
| Friedrich von Thun   | – Rolf Czurda            |
| Jerzy Nowak          | – investerare            |
| Norbert Weisser      | – Albert Hujar           |
| Anna Mucha           | – Danka Dresner          |
| Piotr Polk           | – Leo Rosner             |
| Rami Heuberger       | – Joseph Bau             |
| Ezra Dagan           | – rabbi Menasha Levartov |
| Hans-Jörg Assmann    | – Julius Madritsch       |
| Hans-Michael Rehberg | – Rudolf Höss            |
| Daniel Del Ponte     | – doktor Josef Mengele   |
| Oliwia Dąbrowska     | – Flickan i röd jacka    |

## Priser och nomineringar
| Utmärkelse    | Kategori                        | Mottagare | Resultat  |
| ------------- | ------------------------------- | --- | --------- |
| Oscar         | Bästa film                      | Steven Spielberg, Gerald R. Molen, Branko Lustig                                                              | Vann      |
| Oscar         | Bästa regi                      | Steven Spielberg                                                                                              | Vann      |
| Oscar         | Bästa manus efter förlaga       | Steven Zaillian                                                                                               | Vann      |
| Oscar         | Bästa foto                      | Janusz Kaminski                                                                                               | Vann      |
| Oscar         | Bästa scenografi                | Allan Starski, Ewa Braun                                                                                      | Vann      |
| Oscar         | Bästa klippning                 | Michael Kahn                                                                                                  | Vann      |
| Oscar         | Bästa filmmusik                 | John Williams                                                                                                 | Vann      |
| Oscar         | Bästa manliga huvudroll         | Liam Neeson                                                                                                   | Nominerad |
| Oscar         | Bästa manliga biroll            | Ralph Fiennes                                                                                                 | Nominerad |
| Oscar         | Bästa kostym                    | Anna B. Sheppard                                                                                              | Nominerad |
| Oscar         | Bästa ljud                      | Andy Nelson, Steve Pederson, Scott Millan, Ron Judkins                                                        | Nominerad |
| Oscar         | Bästa smink                     | Christina Smith, Matthew W. Mungle, Judith A. Cory                                                            | Nominerad |
| Golden Globes | Bästa film - drama              | | Vann      |
| Golden Globes | Bästa regi                      | Steven Spielberg                                                                                              | Vann      |
| Golden Globes | Bästa manus                     | Steven Zaillian                                                                                               | Vann      |
| Golden Globes | Bästa manliga huvudroll - drama | Liam Neeson                                                                                                   | Nominerad |
| Golden Globes | Bästa manliga biroll            | Ralph Fiennes                                                                                                 | Nominerad |
| Golden Globes | Bästa musik                     | John Williams                                                                                                 | Nominerad |
| BAFTA Awards  | Bästa film                      | Steven Spielberg, Gerald R. Molen, Branko Lustig                                                              | Vann      |
| BAFTA Awards  | Bästa regi                      | Steven Spielberg                                                                                              | Vann      |
| BAFTA Awards  | Bästa manliga biroll            | Ralph Fiennes                                                                                                 | Vann      |
| BAFTA Awards  | Bästa manus efter förlaga       | Steven Zaillian                                                                                               | Vann      |
| BAFTA Awards  | Bästa foto                      | Janusz Kaminski                                                                                               | Vann      |
| BAFTA Awards  | Bästa klippning                 | Michael Kahn                                                                                                  | Vann      |
| BAFTA Awards  | Bästa musik                     | John Williams                                                                                                 | Vann      |
| BAFTA Awards  | Bästa manliga huvudroll         | Liam Neeson                                                                                                   | Nominerad |
| BAFTA Awards  | Bästa manliga biroll            | Ben Kingsley                                                                                                  | Nominerad |
| BAFTA Awards  | Bästa kostym                    | Anna B. Sheppard                                                                                              | Nominerad |
| BAFTA Awards  | Bästa smink och hår             | Christina Smith , Matthew W. Mungle, Waldemar Pokromski, Pauline Heys                                         | Nominerad |
| BAFTA Awards  | Bästa produktionsdesign         | Allan Starski                                                                                                 | Nominerad |
| BAFTA Awards  | Bästa ljud                      | Charles L. Campbell, Louis L. Edemann, Robert Jackson, Ron Judkins, Andy Nelson, Steve Pederson, Scott Millan | Nominerad |